# Gymnolaelaps annectans
Gymnolaelaps annectans är en spindeldjursart som beskrevs av Womersley 1955. Gymnolaelaps annectans ingår i släktet Gymnolaelaps och familjen Laelapidae. Inga underarter finns listade i Catalogue of Life.